# Steven Pressfield
Steven Pressfield, né en septembre 1943 à Port-d'Espagne, est un écrivain et scénariste américain dont les œuvres les plus connues mettent en scène des conflits antiques.

## Biographie
Né sur l'île de Trinidad en septembre 1943, Pressfield étudie à Durham, en Caroline du Nord, et sort diplômé en 1965 de l'université Duke. Il entre ensuite dans les Marines où il sert jusqu'en 1971. 
Après des débuts difficiles, il participe à l'écriture de quatre films, sortis entre 1986 et 1993, et devient écrivain à plein temps en 1995, avec la publication de son roman La Légende de Bagger Vance. Il a depuis écrit une dizaine de livres, principalement des romans historiques.
En 2000, La Légende de Bagger Vance est adapté en film par Robert Redford.
À la suite de la publication des Murailles de feu (1998), roman qui met en scène la bataille des Thermopyles à travers le témoignage d'un survivant, Pressfield est nommé citoyen d'honneur de la ville de Sparte en 2003.

## Œuvre

### Romans historiques
- Les Murailles de feu, L'Archipel, 2001 ((en) Gates of Fire, 1998)
Alors que l'armée perse déferle sur la Grèce, des soldats venus de Sparte et leurs alliés vont essayer de résister dans la passe des Thermopyles. Le combat qui suivra sera terrible.
- (en) Tides of War: A Novel of Alcibiades and the Peloponnesian War, 2000
Athènes et Sparte, toutes les deux au sommet de leur puissance, luttent entre elles pour l'hégémonie de la Grèce. Dans ce conflit sans merci va apparaître un homme, Alcibiade. De sa conduite dépendra la survie de sa nation.
- (en) Last of the Amazons, 2002
Alors qu'à Athènes les hommes inventent la civilisation, la tribu des Amazones préfère la liberté des steppes. Mais lorsque la reine de ce peuple fier décide d'épouser Thésée, roi d'Athènes, le conflit devient inévitable.
- (en) The Virtues of War, 2004
Alexandre le Grand. Un nom connu de tous, une destinée sans pareil, une vie faite de guerre.
- Alexandre le Grand : La Campagne afghane, Panini, coll. « Invicta », 2015 ((en) The Afghan Campaign, 2006)
Alors que ses troupes font campagne depuis des années, Alexandre le Grand continue de progresser en Asie. C'est là, dans une région terrible, qu'il va affronter ses ennemis les plus tenaces : les Afghans.
- (en) Killing Rommel, 2008
- (en) The Knowledge, 2016
- (en) A Man at Arms, 2021

### Autres romans
- La Légende de Bagger Vance, Albin Michel, 1996 ((en) The Legend of Bagger Vance, 1995)Adapté au cinéma sous le titre La Légende de Bagger Vance en 2000
- (en) The Profession, 2011
- (en) 36 Righteous Men (2019

### Essais
- La Guerre de l'art, Gué d'Hossus, 2010 ((en) The War of Art: Winning the Inner Creative Battle, 2002)
- Go ! Agissez !, Gatineau, 2011 ((en) Do The Work, 2011)
- (en) The Warrior Ethos, 2011
- (en) Turning Pro, 2012
- (en) The Authentic Swing: Notes from the Writing of First Novel, 2013
- (en) The Lion's Gate: On the Front Lines of the Six Day War, 2014

### Œuvres cinématographiques
- 1986 : King Kong 2 (King Kong Lives)
- 1988 : Au-dessus de la loi (Above the Law)
- 1992 : Freejack (Freejack)
- 1993 : Au-dessus de la loi (Joshua Tree)